# Mastbos

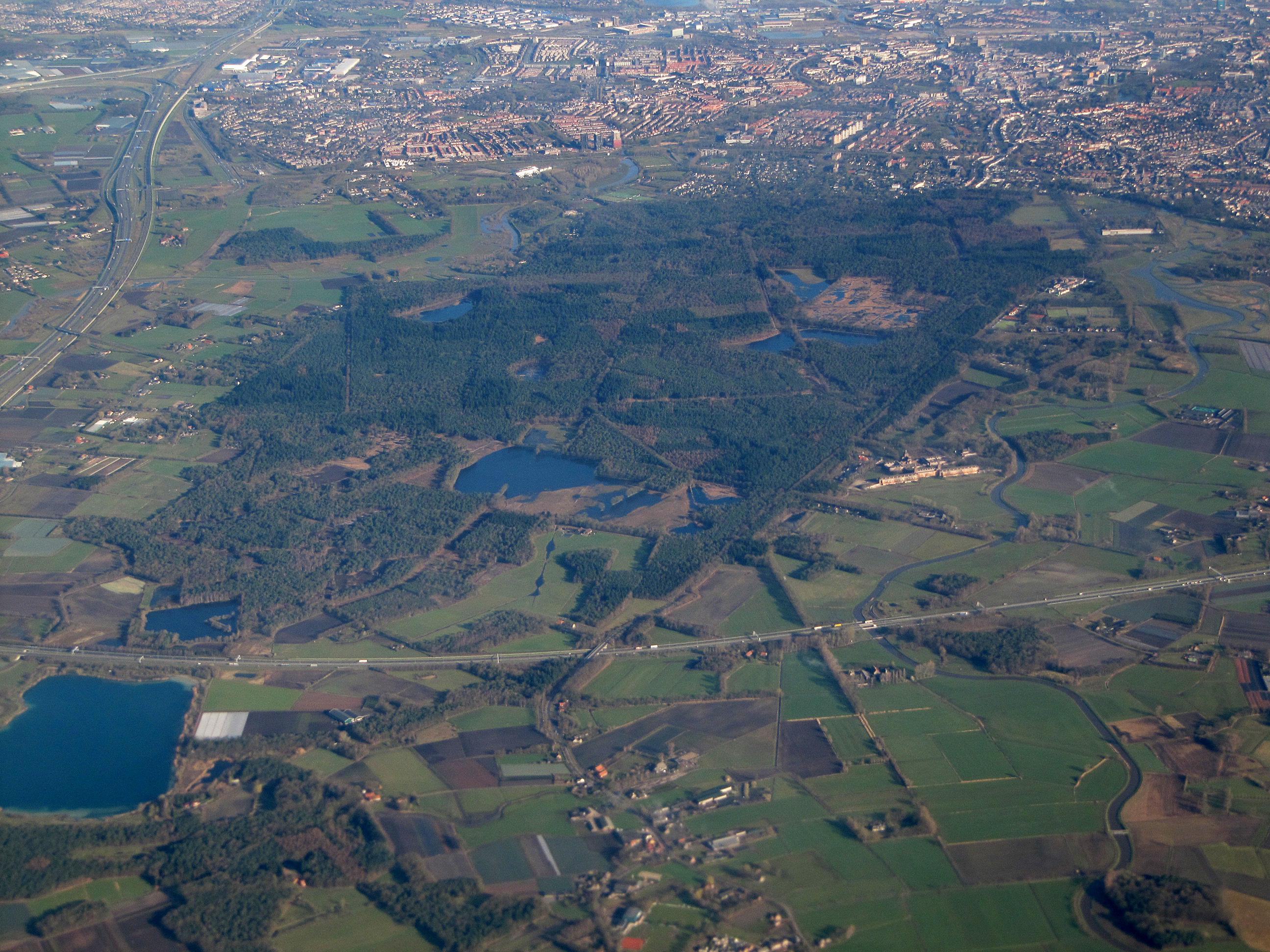
Vanuit de lucht gezien

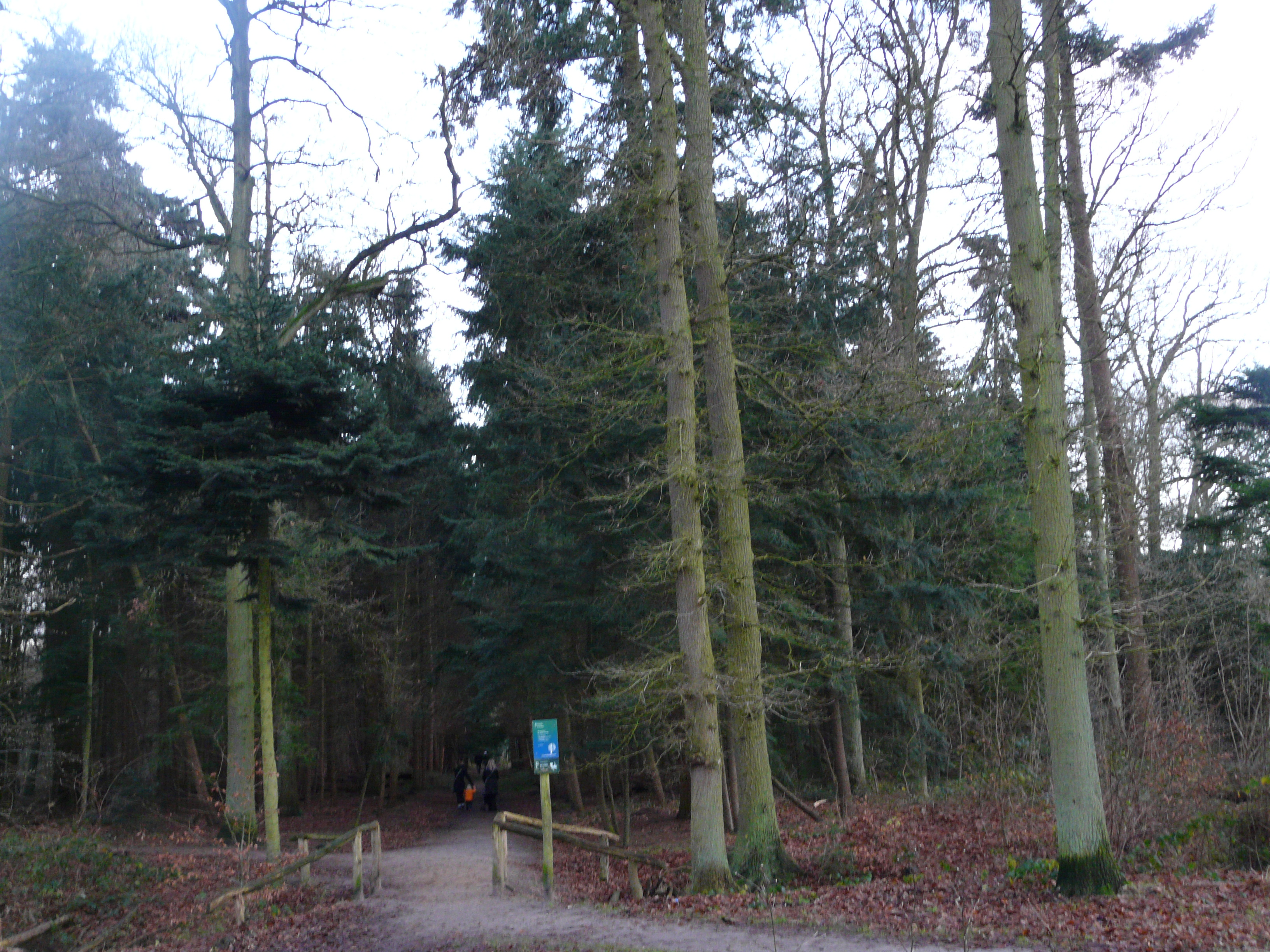
Mastbos

Het Mastbos (570 ha) ligt ten zuiden van Breda aan de rand van de stad, voorbij de A16, bij de wijk Ruitersbos in Breda Zuid. Het is het bekendste en drukste bos bij Breda. Het bos dankt zijn naam aan de vele grove dennen die vroeger 'mastbomen' werden genoemd. Er werden onder andere scheepsmasten van gemaakt.

## Geschiedenis

### Aanleg
Het Mastbos is een van de alleroudste naaldbossen en na de Wouwse plantage het oudste cultuurbos van Nederland. Graaf Hendrik III van Nassau-Breda heeft het bos vanaf het jaar 1515 laten aanleggen met zaaigoed van de grove den uit Neurenberg in Duitsland. Voor de aanleg was in dit gebied een heideveld met een aantal kleinere eikenbossen.
Het mastbos heeft in de loop der eeuwen hout geleverd voor onder meer de bouw van het Kasteel van Breda en de Spaanse vloot. Later leverde het masten voor de schepen van de VOC. Ook heeft het bos dienstgedaan als jachtgebied voor de Heren van Breda.
Bij eerste aanleg was het bos 3 kilometer lang en ongeveer 750 meter breed. Het oudste gedeelte van het bos ligt in het gebied van hotel Mastbos naar het einde van het Eeuwig Laantje.

### Vierkant van Maurits

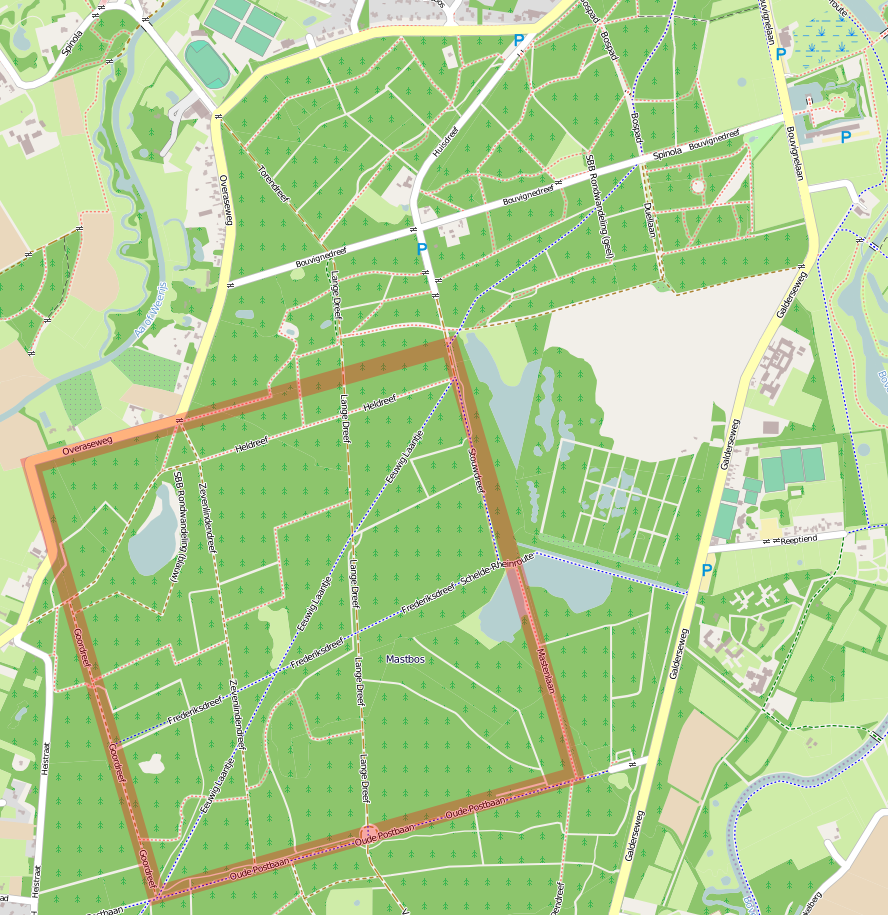
Vierkant van Maurits

Vanaf 1621 werd het Mastbos op een meer planmatige wijze beheerd. Prins Maurits gaf opdracht aan de landmeters Jacob Robbrechtszoon Lips en zijn opvolger Jan Pieterszoon Dou om het Mastbos in kaart te brengen en een omheind jachtgebied aan te leggen. Binnen het gebied werd een vierkant gemarkeerd door brede lanen met bomen, wallen en sloten. De zijden bedroegen circa 1300 meter, waardoor het oppervlak 173 hectare was. Tijdens de aanleg werden verschillende eigenaren van een deel van hun grond onteigend. Onder hen was de eigenaar van De Blauw Camer. Het vierkant is nog steeds herkenbaar in het landschap:
- De westzijde is de Goordreef en was gericht op de kerktoren van Princenhage.
- De oostzijde was gericht naar Meerle en bestaat uit de Stouwdreef en Mastenlaan.
- De noordzijde steekt buiten het gebied waardoor de Overaseweg een haakse bocht maakt. Deze zijde was gericht op de oude kerk van Bavel.
- De zuidkant bestaat uit de oude postbaan en kende geen oriëntatiepunt.

Het is onbekend hoe de lanen in het vierkant gepland waren. De bestaande lanen zijn van een latere datum en op een willekeurige manier aangelegd. Tijdens het beleg door de Spanjaarden onder bevel van Ambrogio Spinola is het vierkant beschadigd. Na 1625 werd de Bouvignedreef evenwijdig aan de noordzijde verlegd.

### Negentiende eeuw tot heden
In opdracht van Willem III werd later De Orde en het Reglement van zijne Koninklijke Majesteit van Groot-Brittanje op het beplanten van de Baronie van Breda opgesteld, wat een grote invloed heeft gehad op de ontwikkeling van het bos.
In 1800 werden grote delen van het bos door een grote storm verwoest, waarna herplanting plaatsvond. In deze periode is het bos verder uitgebreid richting Galderse Heide.
Vroeger was er van de Ginnekensche Tramweg Maatschappij een paardentram van Station Breda naar hotel Mastbosch. De Tram Breda-Mastbosch startte op 3 juli 1901.
Op donderdagavond 17 april 2014 is bij een zeer grote brand ongeveer acht hectare van het bos verwoest.

## Gebruik
Nu is het een bijzonder wandelgebied met eeuwenoude bomen, indrukwekkende lanen en mooie doorkijkjes. Vooral in het weekend maakt men graag een wandeling door het Mastbos. Ook zijn er dagelijks hardlopers te vinden. De atletiekbaan van de Bredase atletiekclub A.V. Sprint en het veld van hockeyvereniging BH en BC Breda grenzen aan het bos. De Mastboscross Breda wordt er ook gehouden.
Het Mastbos is ook nog steeds een productiebos; er staan naaldbomen en loofbomen waarvan delen zo nu en dan gekapt worden. Er zijn diverse vennetjes. Het wordt beheerd door Staatsbosbeheer.
De allereerste editie van de Nederlandse wielerklassieker Amstel Gold Race in 1966 startte vanuit het Mastbos. Bij het voormalige Hotel Boschhek, aan de Doktor Schaepmanlaan. Bekende renners als Jacques Anquetil,  Raymond Poulidor, Jan Janssen of uiteindelijk winnaar Jean Stablinski stonden aan de start. 
Op 10 juni 2007 werd de Nationale Picknickdag in en rond het Mastbos gehouden.

## Natuur
Oud bos van Grove den, Amerikaanse eik en Beuk. Het Mastbos ligt op een dekzandrug tussen de rivieren de Mark en Aa of Weerijs. Eens lagen in het bos beekjes die uitmondden in de Mark of Aa. Hierdoor is nu over de lengte van het bos een laagte met natte terreindelen. Hier zijn amfibieën te vinden.
Flora
Dubbelloof bij sloten en greppels. Op sommige graslanden Holpijp en Klein blaasjeskruid. Verder: Kleine zonnedauw, Ronde zonnedauw, Moeraswolfsklauw, Witte snavelbies, Klokjesgentiaan en Echt duizendguldenkruid.
Fauna
Alpenwatersalamander, Vinpootsalamander, Kamsalamander en Zonnebaars. 
Vogels
Buizerd, Sperwer, Blauwe reiger, Specht en Boomklever.
Het natuurgebied de Galderse Heide ligt ten zuiden van het Mastbos. Ten oosten ligt het natuurgebied de Blauwe Kamer.

## Bekende plaatsen
- dicht bij het Mastbos ligt het Kasteel Bouvigne
- het eeuwigheidslaantje , beter bekend als eeuwiglaantje: dit pad doorkruist in een rechte lijn het gehele bos.
- de kogelvanger: deze maakte onderdeel uit van het militaire oefenterrein. Aangelegd in 1899 en tot 1978 in gebruik geweest.
- de zeven heuveltjes: oorspronkelijk heette deze heuveltjes in het bos Spaanse batterijen of Geestenbergen. Over het ontstaan zijn diverse lokale legendes.
- in het Mastbos ligt de horecagelegenheid de Boschwachter gevestigd in het oude boswachtershuis uit 1869 en hotel Mastbosch uit 1897.
- het voorbos is voor kinderen toegankelijk als speelbos Boeverijen. Deze naam is afgeleid van de oude naam van het nabijgelegen kasteel Bouvigne (De latijnse naam voor lage weide is Boveria).
- dicht bij het Mastbos liggen Jeugdgevangenis Den Hey-Acker, Visio een instelling voor visueel verstandelijk gehandicapten en de Klokkenberg.

## Galerij

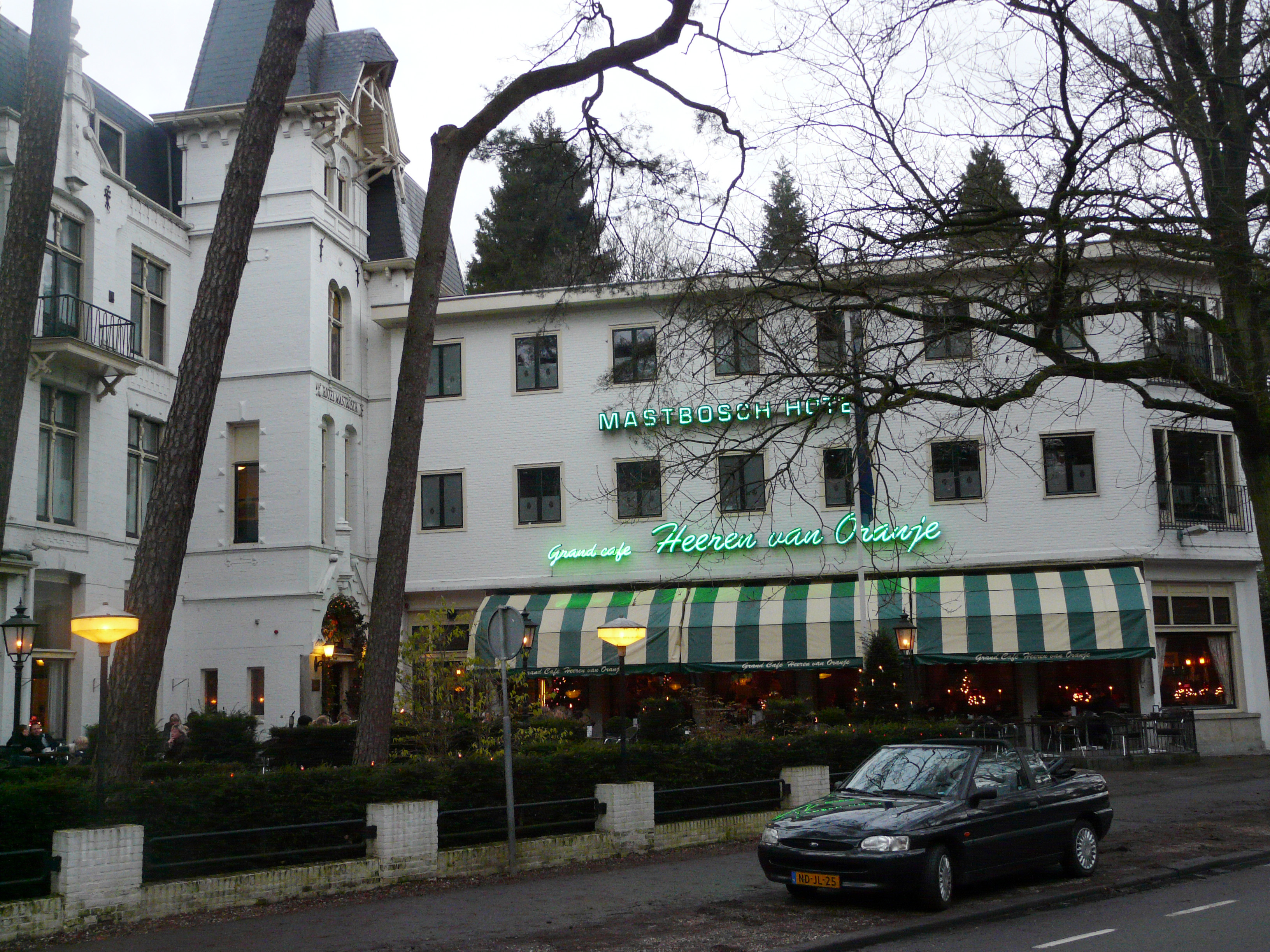
Hotel Mastbosch
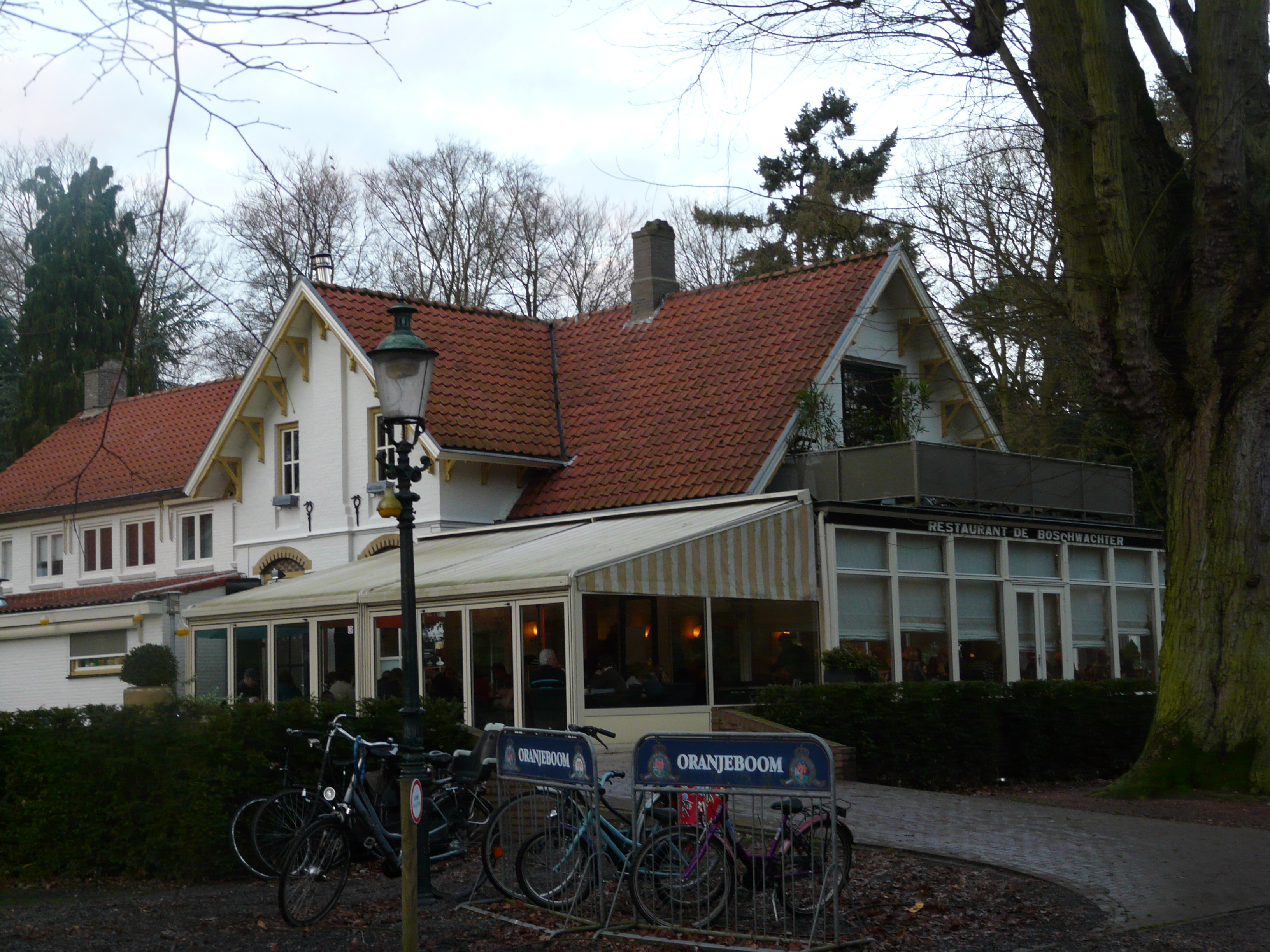
de Boschwachter
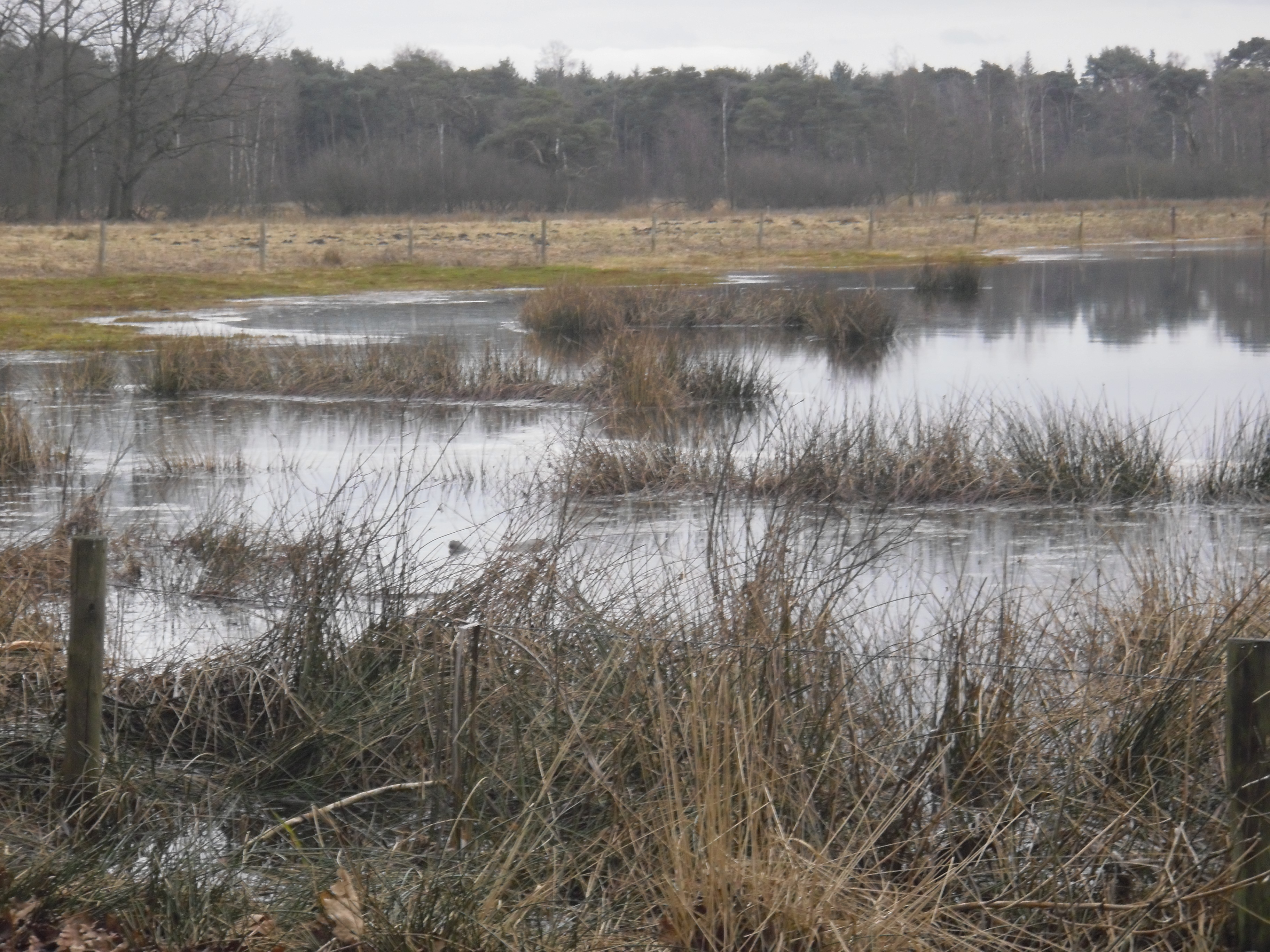
Ven
- Onderhoud Mastbos